# Louis Joseph Thomas Le Sergeant d'Isbergues
Louis Joseph Thomas Le Sergeant d'Isbergues, né à Saint Omer, paroisse Saint Sépulcre, le 5 juillet 1747, mort dans la même ville le 16 mai 1807, est un homme politique français, député de la noblesse d'Artois aux Etats-généraux de 1789 et à l'Assemblée constituante, maire de Saint Omer.

## Biographie

### Entourage familial
Louis Joseph Thomas Le Sergeant d'Isbergues est le fils d'Emmanuel François Joseph Le Sergeant, écuyer, seigneur du Plouich, Radinghem, Fruges, capitaine de cavalerie, mayeur de Saint Omer, et de Marie Jeanne Thérèse Danvin. 
Sa famille a compté plusieurs maires ou échevins de Saint Omer et a été anoblie depuis son grand-père, Nicolas Joseph Alexis Le Sergeant, seigneur du Plouich, conseiller secrétaire du Roi en la chancellerie près le Conseil provincial d'Artois. 
Sans postérité, il a compté trois proches parents députés du Pas de Calais au XIXe siècle : ses neveux Fidèle Henri François Le Sergeant de Bayenghem et Jean Marie Edouard Le Sergeant de Monnecove, son petit neveu Félix Le Sergeant de Monnecove.

### Carrière
Reçu en 1775 chevau-léger de la Garde du Roi, en même temps que deux de ses frères, il est ensuite gouverneur de Lens, lieutenant des Eaux et Forêts à Valognes, puis Lieutenant des maréchaux de France au département de Saint Omer (1783-1790). Ses services sont récompensés par la croix de chevalier de Saint Louis.
En avril 1789, il est l'un des neuf rédacteurs des cahiers de doléances de la Noblesse d'Artois. Le 30 avril 1789, il est élu député suppléant de la noblesse d'Artois aux États généraux de 1789, mais y siège finalement, le duc de Guines, gouverneur de l'Artois, ayant refusé son élection ,. 
Son mandat exige le vote par ordre. Après la lettre de Louis XVI enjoignant aux députés de siéger sans distinction d'ordre, il demande et obtient de la commission de la noblesse d'Artois, le pouvoir de voter par tête. 
Il intervient en comité dans la délimitation du nouveau département du Pas de Calais, dont il est l'élu. 
En avril 1790, il intervient pour s'opposer à la suppression de la dîme, considérant que les ressources des biens du clergé ne suffiront pas à l'entretien de celui-ci.  
Il vote pour la création des assignats et, en 1791, contre le rattachement d'Avignon et du Comtat venaissin. 
Il siège à l'assemblée constituante jusqu'à sa dissolution, en septembre 1791. 
Il émigre en juillet 1792 et regagne la France dès le mois d'août 1794, après la Terreur.
De septembre à novembre 1797, il préside l'administration municipale de Saint Omer, dont il est révoqué comme royaliste. De 1800 à 1802, il est maire de la ville, avant d'être à nouveau révoqué pour la même raison. Il est à nouveau nommé maire de Saint Omer en octobre 1806, jusqu'à sa mort, sept mois plus tard. 
Il épouse à Tilques le 24 septembre 1795 (2 vendémiaire an IV) Rose Henriette Françoise Taffin, fille de Guislain François Taffin, écuyer, seigneur du Hocquet, capitaine au régiment de Navarre infanterie, chevalier de Saint Louis, et de Marie Louise Claire Françoise d'Herbais. Sans postérité. 
Son monument funéraire, classé monument historique depuis un arrêté du 23 avril 1981, est dans l'église Saint Sépulcre de Saint Omer,.
Il est inhumé dans la sépulture familiale, à Bayenghem les Eperlecques .

### Ecrit
- Réflexions sur la suppression de la dîme, 1790, Paris, Imprimerie nationale[13].

## Page connexe
- Liste des députés aux États généraux de 1789